# Timonius wallichianus
Timonius wallichianus är en måreväxtart som först beskrevs av Pieter Willem Korthals, och fick sitt nu gällande namn av Theodoric Valeton. Timonius wallichianus ingår i släktet Timonius och familjen måreväxter. Inga underarter finns listade i Catalogue of Life.